# 昭和最強高校伝 國士参上!!
昭和最強高校伝 國士参上!!（しょうわさいきょうこうこうでん こくしさんじょう!!）は、2016年に製作された日本の映画。

## 概要
『ビー・バップ・ハイスクール』や『あぶない刑事』などでアクションを担当した高瀬将嗣が監督の実録映画。
1970年代の東京を舞台として、当時の髪型や服装や言葉遣いを再現。CGやワイヤーフレームや特殊効果などを用いないでアクションが繰り広げられる。
高校に合格してから入学前に決闘をして補導されて入学取り消しとなった者が「少年院が天国に見える」という喧嘩が最強の高校に受け入れてもらえて入学する。そこで厳しい高校生活を送るというストーリー。
DVDは全2巻で発売されている。

## 出演
- 高木万平
- 高木心平
- 山根和馬
- 脇知弘
- 中村誠治郎
- 辻本祐樹
- 黒石高大
- 永池南津子
- 新井康弘
- 真由子
- 森公平
- 春田純一
- 秋野太作
- 宅麻伸
- 津川雅彦